# Oceanapia seychellensis
Oceanapia seychellensis är en svampdjursart som först beskrevs av Arthur Dendy 1922.  Oceanapia seychellensis ingår i släktet Oceanapia och familjen Phloeodictyidae.
Artens utbredningsområde är Seychellerna. Inga underarter finns listade i Catalogue of Life.